# Wolverton (Buckinghamshire)
Wolverton – miasto w Anglii, w hrabstwie ceremonialnym Buckinghamshire, w dystrykcie (unitary authority) Milton Keynes. Leży 78 km na północny zachód od centrum Londynu. W 2001 miasto liczyło 13 546 mieszkańców.

## Współpraca
Miejscowość partnerska:
- Comines-Warneton, Belgia